# Quart de les Valls
Quart de les Valls (em valenciano e oficialmente) ou Cuart de les Valls (em castelhano) é um município da Espanha na província de Valência, Comunidade Valenciana. Tem 8,4 km² de área e em 2021 tinha 1 050 habitantes (densidade: 125 hab./km²).

## Demografia
| Variação demográfica do município entre 1991 e 2004 | Variação demográfica do município entre 1991 e 2004 | Variação demográfica do município entre 1991 e 2004 | Variação demográfica do município entre 1991 e 2004 |
| --------------------------------------------------- | --------------------------------------------------- | --------------------------------------------------- | --------------------------------------------------- |
| 1991                                                | 1996                                                | 2001                                                | 2004                                                |
| 1086                                                | 1093                                                | 1077                                                | 1087                                                |